# Crise vasoocclusive
La crise vasoocclusive est une complication de la drépanocytose caractérisée par une obstruction locale de la circulation sanguine. Cette vasoocclusion est due à l'agrégation de globules rouges dans les capillaires. Elle s'exprime habituellement par des douleurs de survenue aiguë, le plus souvent au niveau des extrémités, du thorax et du dos. Des facteurs favorisants sont parfois retrouvés.
Le traitement prend en compte les éventuels facteurs favorisants, l'état d'hydratation et l'intensité de la douleur. La prise en charge de la douleur peut comporter l'administration d'anti-inflammatoires non stéroïdiens et d'opiacés. La prévention des crises vasoocclusives peut nécessiter un traitement au long cours par hydroxyurée ou un programme de transfusion itérative.

## Épidémiologie
La crise vasoocclusive est la principale cause d'hospitalisation au cours de la drépanocytose. La fréquence des crises est variable. Des facteurs favorisants peuvent être retrouvés, comme une hypoxémie, une inflammation, un stress, un traumatisme, une hyperviscosité sanguine, une déshydratation ou une exposition au froid. La complication redoutée est le syndrome thoracique aigu.

## Présentation
Le principal symptôme est une douleur aiguë. Différents sites peuvent être touchés, tels que les extrémités, le thorax, la région lombaire ou certaines articulations.

## Physiopathologie
La drépanocytose est une maladie génétique due à une mutation d'un gène de l'hémoglobine qui aboutit à la formation d'hémoglobine S. Celle-ci peut entrainer, dans certaines conditions comme un manque d'oxygène, la déformation des globules rouges. Ceux-ci peuvent alors obstruer la circulation du sang dans les capillaires.
Au cours de la drépanocytose, les globules rouges auraient des propriétés d'adhésion anormales via l'activation de certains récepteurs. Par ailleurs il existe des lésions de l'endothélium qui est anormalement activé en conséquence des épisodes d'occlusion. L'interaction des globules rouges avec l'endothélium entrainerait, par le biais de molécules inflammatoires, la formation d'aggrégats faits de globules rouges, de globules blancs et de plaquettes. L'occlusion vasculaire ainsi formée entrainerait ischémie tissulaire et douleur.

## Traitement
La prise en charge de la crise vasoocclusive comprend le traitement des éventuels facteurs favorisants et des mesures générales d'hydratation.
La prise en charge de la douleur nécessite au préalable l'évaluation de son intensité. Le traitement peut reposer notamment sur les anti-inflammatoires non stéroïdiens, et en cas d'échec sur les opiacés. Concernant les opiacés, une administration via analgésie contrôlée par le patient (PCA) semble plus efficace qu'une administration intermittente. Il est nécessaire dans tous les cas de surveiller l'intensité de la douleur et la conscience.

## Prévention
L'utilisation d'un médicament au long cours, l'hydroxyurée, est associée à une réduction de la fréquence des crises vasoocclusives. Le mécanisme d'action serait lié à une augmentation de l'hémoglobine F. Une alternative en cas d'échec est la réalisation itérative de transfusions ou d'échanges transfusionnels.